# Filamenty
Filamenty – włókna białkowe znajdujące się w cytoplazmie. Odpowiadają za rozmieszczenie organelli w komórce. 
Wyróżniamy:
- mikrofilamenty (filamenty aktynowe) - odpowiedzialne za ruch cytoplazmy, zmianę kształtu komórki i jej ruch pełzakowaty dzięki pseudopodiom (nibynóżkom) oraz endocytozę. Zbudowane są ze splecionych łańcuchów aktyny (białko odpowiedzialne za skurcz mięśni). Zlokalizowane tuż pod błoną komórkową.
- filamenty pośrednie - zbudowane są z różnych białek, w nabłonku zbudowane głównie z keratyn. Zapewniają wytrzymałość mechaniczną.
- mikrotubule - są bardzo istotne podczas podziałów komórkowych, zbudowane z białka - tubuliny, której polimeryzacja rozpoczyna się od centrosomu. Są to szlaki transportowe białek (dyneiny i kinezyny), budują rzęski i wici oraz centriole. Centriole tworzą wrzeciona kariokinetyczne (podziałowe) zbudowane również z mikrotubul.